# Peter Dickson
Peter James Dickson (* 27. August 1945 in Sydney; † 27. Juni 2008 in Lindfield, New South Wales) war ein australischer Ruderer. 1968 gewann er mit dem australischen Achter eine olympische Silbermedaille.

## Sportliche Karriere
Bei den Olympischen Spielen 1968 in Mexiko-Stadt trat der australische Achter in der Besetzung Alfred Duval, Michael Morgan, Joseph Fazio, Peter Dickson, David Douglas, John Ranch, Gary Pearce, Robert Shirlaw und Steuermann Alan Grover an. Die Australier belegten im Vorlauf den zweiten Platz hinter dem Deutschland-Achter und vor dem Boot aus der Tschechoslowakei. Im Hoffnungslauf gewannen die Australier vor dem Boot aus der UdSSR. Im Finale siegten die Deutschen mit etwa einer Sekunde Vorsprung vor den Australiern, eine weitere Sekunde dahinter gewann der Achter aus der Sowjetunion die Bronzemedaille.
Der 1,95 m große Dickson ruderte für den Leichhardt Rowing Club. 1966 war er australischer Meister im Vierer mit Steuermann.